# بادي ماغواير
بادي ماغواير (بالإنجليزية:Paddy McGuire) (مواليد 1884 أو 1885 - وفيات 16 نوفمبر 1923) ممثل سينمائي أيرلندي . ولد بادي ماغواير في ايرلندا في عام 1884 أو 1885.  كان ماغواير ممثل داعم منتظم في أفلام تشارلي تشابلن وغيرهم، ولكن لم يكن دور البطولة. توفي ماغواير في 16 نوفمبر 1923 في نورواك، كاليفورنيا، يفترض الجنون أو الشلل نتيجة لمرض الزهري.

## روابط خارجية
- بادي ماغواير على موقع IMDb (الإنجليزية)
- بادي ماغواير على موقع أول موفي (الإنجليزية)
- بادي ماغواير على موقع قاعدة بيانات الأفلام السويدية (السويدية)
- بادي ماغواير على موقع قاعدة بيانات الفيلم (الإنجليزية)